# Janne Happonen
Janne Mikael Happonen (Kuopio, 18 juni 1984) is een Finse voormalig schansspringer
die bij de Olympische Spelen 2006 de zilveren medaille behaalde met het Finse team. Hij is ook tweevoudig Fins kampioen.

## Carrière
Happonen maakte zijn debuut in de wereldbeker in 2001. Hij werd meteen elfde tijdens
een wedstrijd op zijn thuisschans in Kuopio, maar kende nadien moeilijkheden om te bevestigen. Hij had vaak
zelfs problemen om de eerste springronde te overleven. In 2002 werd Happonen juniorenwereldkampioen dankzij winst op de normale schans in Schonach.
In het seizoen 2005/2006 kende hij een succesvol seizoenseinde, hij won
de eerste manche van het Nordic Tournament in Lahti en won ook de skivliegwedstrijd in Planica.
Toch verliep de start van het volgende seizoen alweer stroef en had hij moeite om zich in het Finse A-team te handhaven.
In het seizoen 2007/2008 slaagde hij er in iets constantere prestaties neer te zetten en behaalde hij bij de wedstrijd in Sapporo de tweede plaats.
In de voorbereiding op het seizoen 2008/2009 brak Happonen zijn dijbeen. Hij kwam ten val bij een sprong van de schans in Klingenthal, waar de Finse ploeg op trainingsstage was. Door zijn blessure kon hij een heel seizoen niet deelnemen aan wedstrijden.
Janne Happonen is lid van de club Puijon Hiihtoseura waar hij gecoacht wordt door Janne Väätäinen, hij heeft een jongere zus Sanna die eveneens aan schansspringen doet.

## Belangrijkste resultaten

### Wereldkampioenschappen junioren
| Jaar | Plaats            | Resultaten                       |
| ---- | ----------------- | -------------------------------- |
| 2001 | Karpacz-Szklarska | landenwedstrijd                  |
| 2002 | Schonach          | normale schans · landenwedstrijd |

### Wereldkampioenschappen
| Jaar | Plaats  | Resultaten       |
| ---- | ------- | ---------------- |
| 2007 | Sapporo | 37e grote schans |

### Wereldkampioenschappen skivliegen
| Jaar | Plaats          | Resultaten                 |
| ---- | --------------- | -------------------------- |
| 2006 | Bad Mitterndorf | 9e HS180 · teamwedstrijd   |
| 2008 | Oberstdorf      | 5e HS213 · teamwedstrijd   |
| 2010 | Planica         | 15e HS215 · teamwedstrijd  |
| 2012 | Vikersund       | 15e HS225 8e teamwedstrijd |

### Olympische Winterspelen
| Jaar | Plaats    | Resultaten                           |
| ---- | --------- | ------------------------------------ |
| 2006 | Turijn    | 28e HS106 · teamwedstrijd            |
| 2010 | Vancouver | 19e HS106 DSQ HS140 4e teamwedstrijd |

### Wereldbeker
Eindklasseringen
| Seizoen   | Algm | SV  | 4S  | NT    |
| --------- | ---- | --- | --- | ----- |
| 2001/2002 | 46e  | –   | -   | 26e   |
| 2002/2003 | 40e  | –   | -   | 26e   |
| 2003/2004 | 50e  | –   | 58e | 25e   |
| 2004/2005 | 56e  | –   | -   | 36e   |
| 2005/2006 | 14e  | –   | 26e | Brons |
| 2006/2007 | 41e  | –   | 33e | 64e   |
| 2007/2008 | 8e   | –   | 10e | Brons |
| 2009/2010 | 49e  | 37e | -   | 28e   |
| 2010/2011 | 32e  | 22e | -   |       |
| 2011/2012 | 31e  | 31e | 38e |       |
| 2012/2013 | 66e  | -   | -   |       |
| 2013/2014 | 76e  | -   | -   |       |

Wereldbekerzeges
| Datum           | Plaats          | Schans                |
| Teamwedstrijden | Teamwedstrijden | Teamwedstrijden       |
| --------------- | --------------- | --------------------- |
| 5 februari 2006 | Willingen       | HS145 (teamwedstrijd) |
| 5 maart 2006    | Lahti           | HS130                 |
| 19 maart 2006   | Planica         | HS215                 |
| 3 maart 2008    | Kuopio          | HS127                 |

### Grand-Prix
Eindklasseringen
| Jaar | Plaats |
| ---- | ------ |
| 2002 | 24e    |
| 2003 | 24e    |
| 2004 | 47e    |
| 2005 | 5e     |
| 2006 | 7e     |
| 2007 | 17e    |
| 2009 | 27e    |
| 2011 | 70e    |
| 2012 | 67e    |

Grand-Prixzeges
| Datum                   | Plaats                  | Schans                  |
| Individuele wedstrijden | Individuele wedstrijden | Individuele wedstrijden |
| ----------------------- | ----------------------- | ----------------------- |
| 9 september 2006        | Hakuba                  | HS131                   |
| 10 september 2006       | Hakuba                  | HS131                   |